# Rairobo
Rairobo ist ein osttimoresischer Suco im Verwaltungsamt Atabae (Gemeinde Bobonaro).

## Geographie
Der Suco Rairobo liegt im Norden des Verwaltungsamts Atabae. Östlich befindet sich der Suco Atabae, südöstlich der Suco Hataz und südlich und westlich der Suco Aidabaleten. Im Norden liegt die Gemeinde Liquiçá mit ihren Sucos Gugleur und Vatuboro. Der Norden von Rairobo wird durch den Fluss Lóis begrenzt. Der Hatoleai bildet einen Teil der Ostgrenze zu Atabae. Der Meuculi entspringt in Rairobo und fließt nach Osten ab. Hatoleai und Meuculi sind Nebenflüsse des Lóis. Der Fatuburu, ein Quellfluss des Fatumolin, und der Berita entspringen in Rairobo und fließen nach Westen nach Aidabaleten ab. Rairobo hat eine Fläche von 64,11 km² und teilt sich in die vier Aldeias Faturase, Limanaro, Rairobo und Vila Maria.
Am Ufer des Lóis führt eine kleine Straße zur nördlichen Küstenstraße, die am äußersten nordwestlichsten Punkt des Sucos den Lóis seit 1990 auf einer Brücke überquert. Zentrum der Besiedlung hier ist der Ort Malehan mit einer Grundschule. Im Zentrum liegen die Dörfer Limanaro und Faturase. Südlich folgt der Hauptort Ort Atabae und schließlich der Ort Rairobo. Im äußersten Süden befindet sich jenseits der Straßen der Weiler Biarua.
In Atabae stehen der Sitz des Sucos, die Grundschule Rairobo, ein Hospital und eine Kirche. Die ehemalige Kaserne der portugiesischen Kavallerie ist heute ein Ausbildungszentrum der Nationalpolizei Osttimors (PNTL). Auch in Limanaro befindet sich eine Grundschule.
| Name              | Alternativnamen     | Koordinaten           | Höhe  | Aldeia              |
| ----------------- | ------------------- | --------------------- | ----- | ------------------- |
| Monte Atabae      | Foho Atabae, Atabae | 08° 47′ S, 125° 10′ O | 964 m | Limanaro            |
| Foho Foirislaun   | Foirislaun          | 08° 47′ S, 125° 10′ O | 737 m | Limanaro            |
| Foho Hatagagaglua | Hatagagaglua        | 08° 51′ S, 125° 09′ O | 268 m | Rairobo             |
| Foho Faturaseh    | Faturaseh           | 08° 49′ S, 125° 09′ O | 338 m | Faturase/Vila Maria |
| Foho Bitietan     | Bitietan            | 08° 47′ S, 125° 09′ O | 520 m | Limanaro            |
| Foho Laubian      | Laubian             | 08° 46′ S, 125° 09′ O | 267 m | Limanaro            |
| Foho Naobakulaun  | Naobakulaun         | 08° 45′ S, 125° 08′ O | 191 m | Limanaro            |
| Foho Ohoboten     | Ohoboten            | 08° 49′ S, 125° 09′ O | 340 m | Rairobo             |

## Einwohner
Im Suco leben 1.651 Einwohner (2022), davon sind 832 Männer und 819 Frauen. Im Suco gibt es 403 Haushalte. Über 85 % der Einwohner geben Kemak als ihre Muttersprache an. Über 5 % sprechen Mambai, knapp 5 % Tetum Prasa und eine kleine Minderheit Bunak.

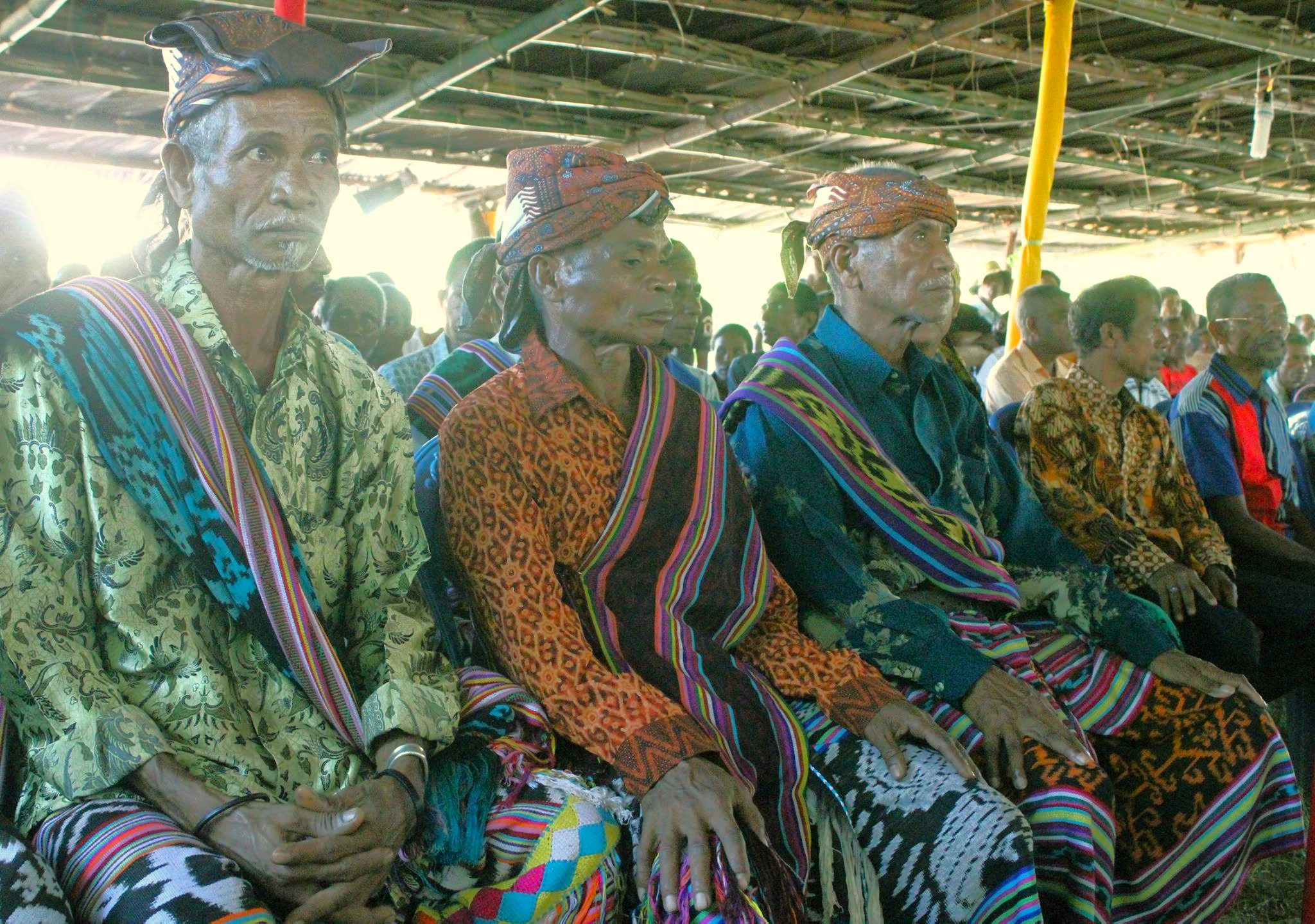
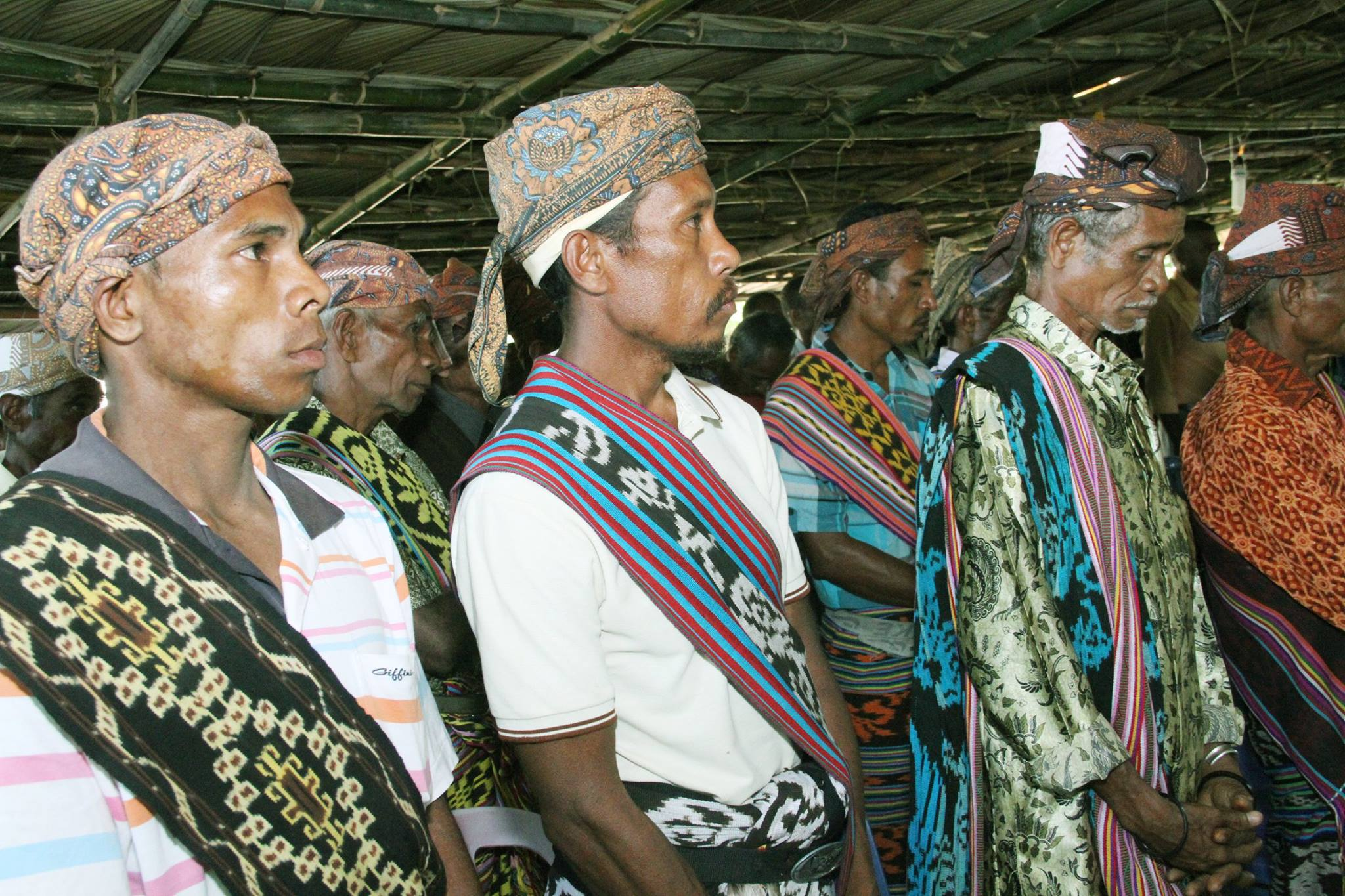
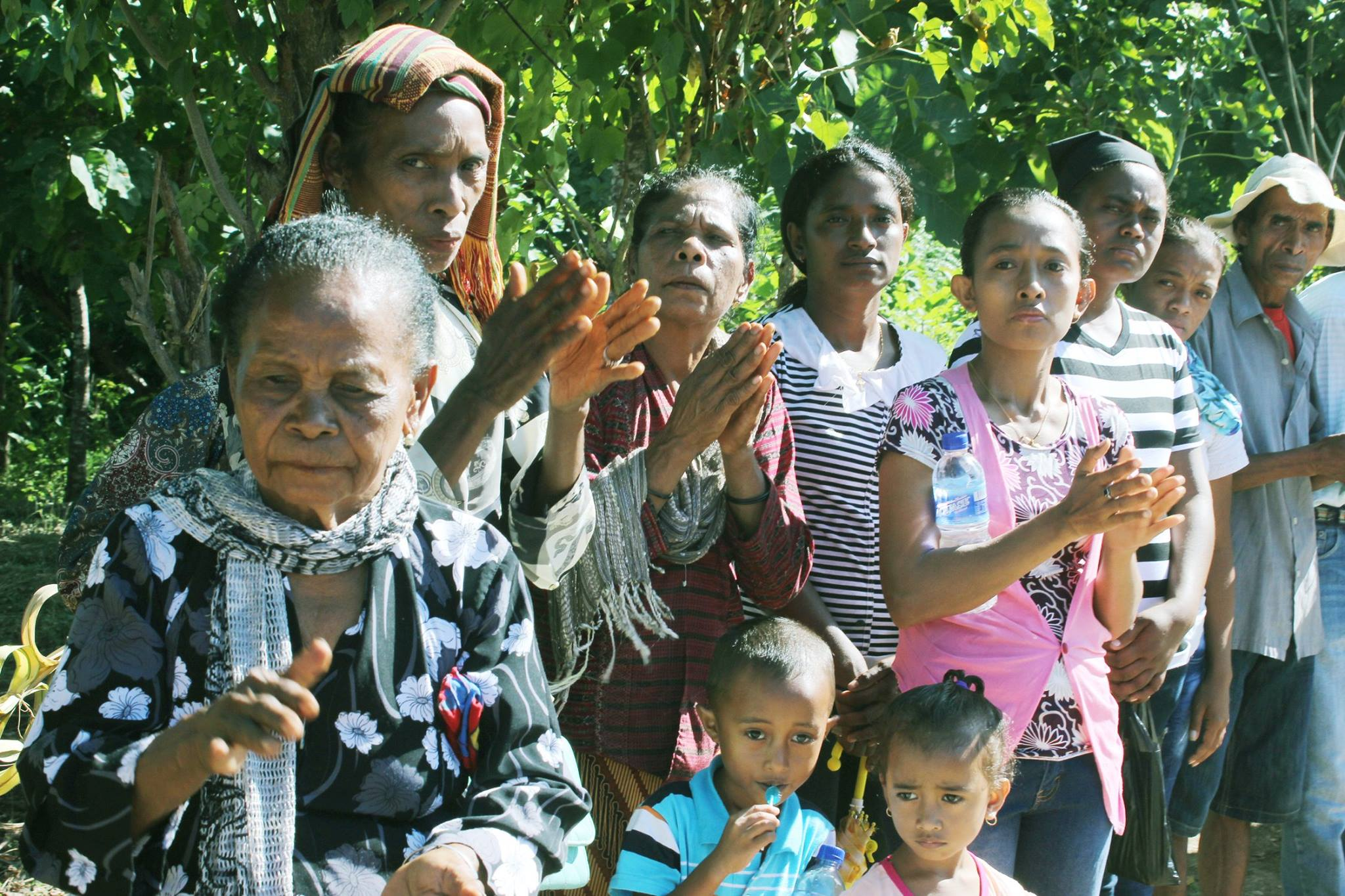
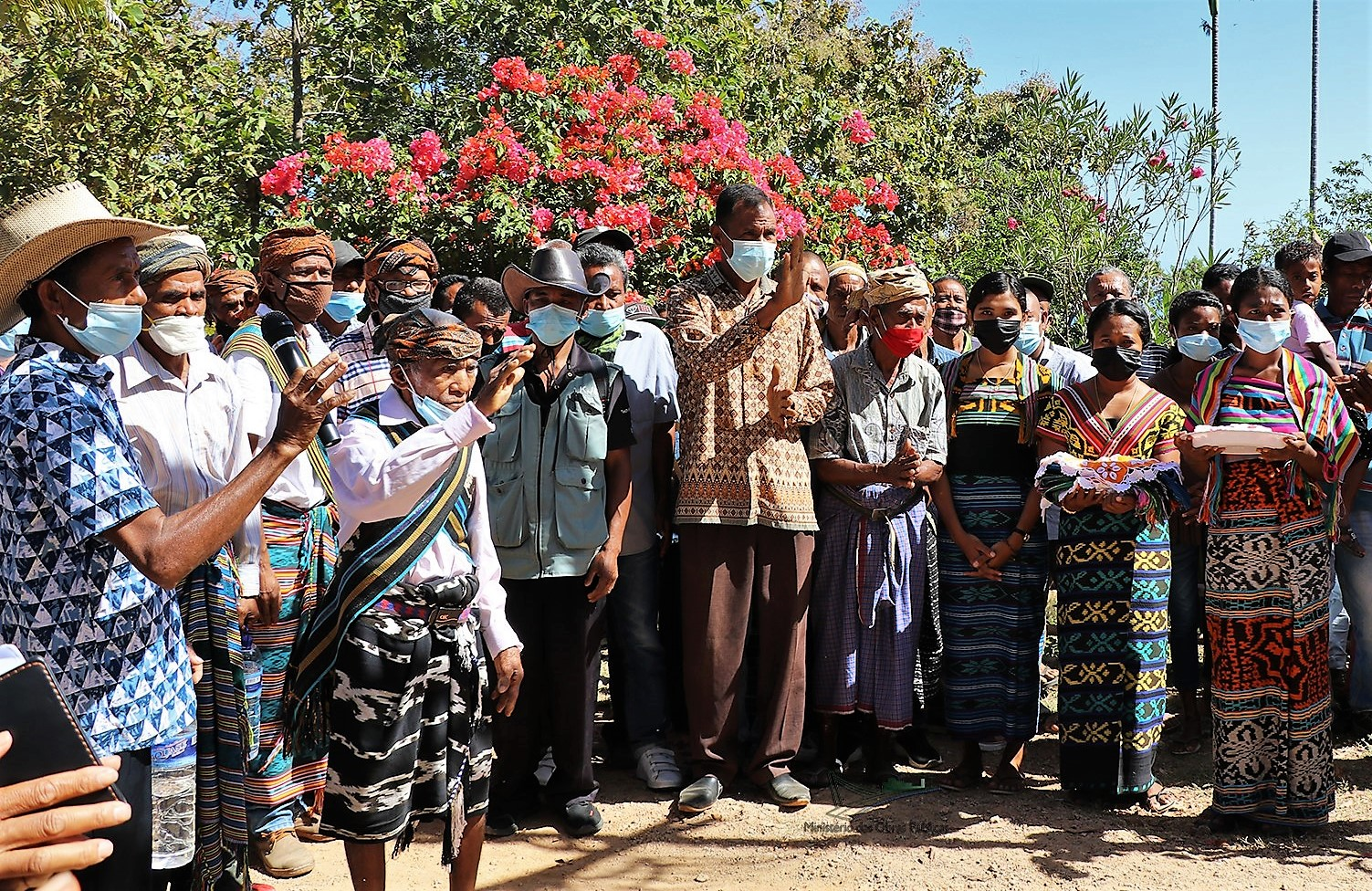

## Geschichte

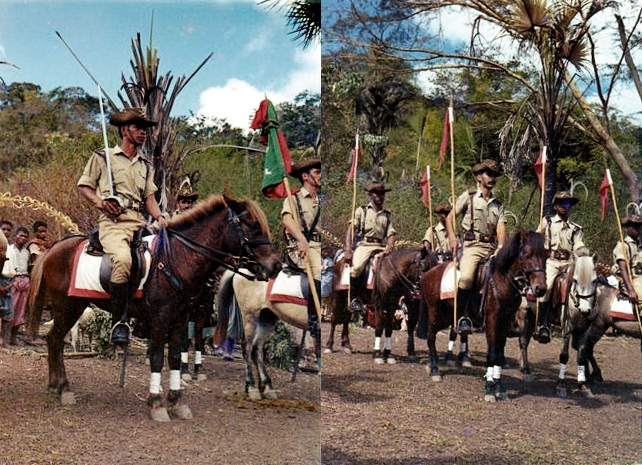
Portugiesische Kavallerieschwadron am 17. Juli 1969 in Atabae in Gedenken an Francisco Duarte

Bei der Belagerung von Atabae kam der bekannte portugiesische Offizier Francisco Duarte am 17. Juli 1899  bei den Pedras de Bicari (Bicari-Felsen) ums Leben. Am 17. Juli 1959 wurde ein Gedenkstein am Ort des Todes von Duarte aufgestellt. Sowohl bei den Timoresen, als auch in Portugal wurde er zur Legende. Zu seinem Todestag gab es in der Kolonie jährlich eine feierliche Gedenkveranstaltung.
Seit Juni 1970 war die 6. Kavallerieschwadron der Portugiesen in Atabae stationiert.

## Politik
Bei den Wahlen von 2004/2005 wurde Ernesto T. Soares zum Chefe de Suco gewählt. Bei den Wahlen 2009 gewann Pedro da Cruz und 2016 Pedro Leitão. Er wurde 2023 in seinem Amt bestätigt.

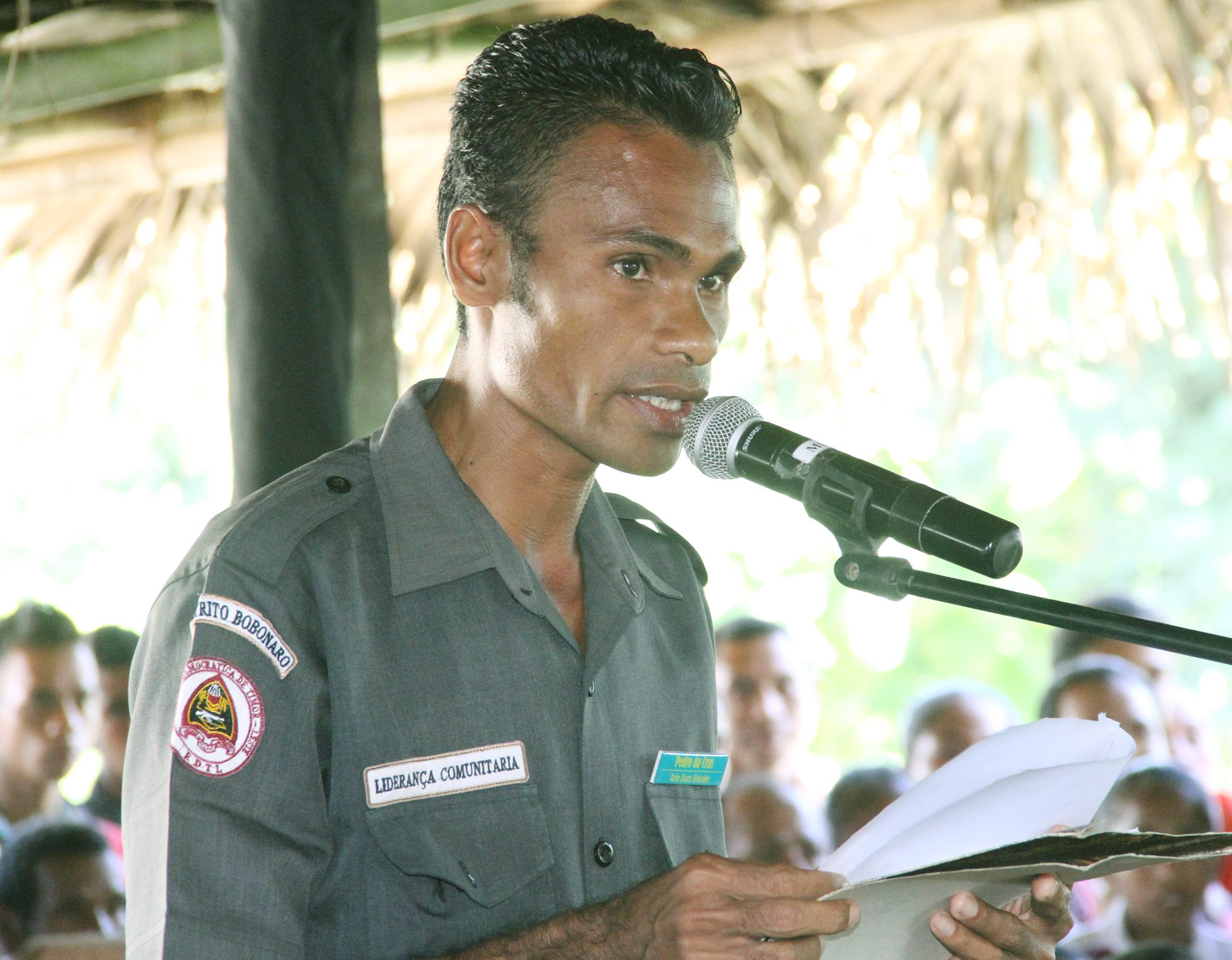
Pedro da Cruz (2016)
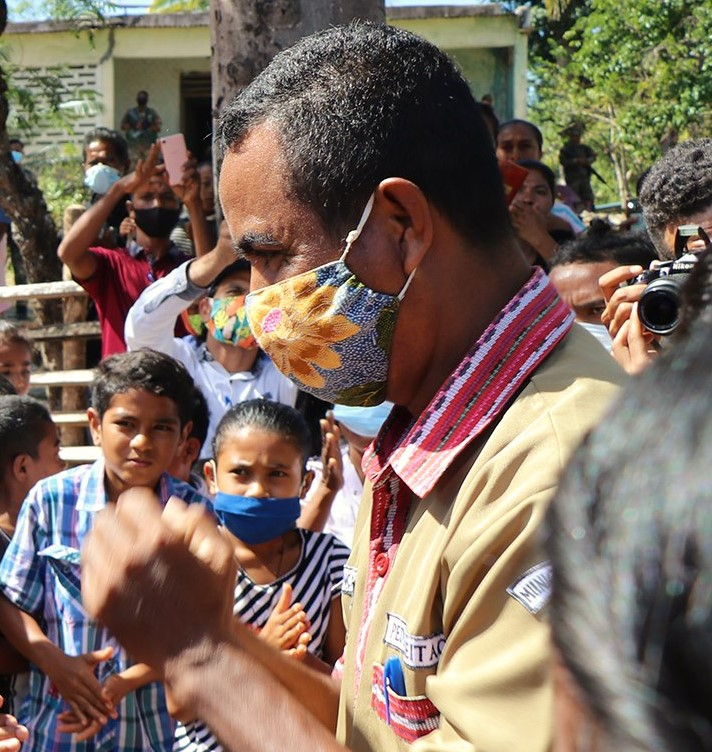
Pedro Leitão (2021)

## Persönlichkeiten
- Emília Pires (* 1961 in Rairobo), Finanzministerin Osttimors[16]